# Blastobasis byrsodepta
Blastobasis byrsodepta é uma espécie de mariposa do gênero Blastobasis pertencente à família Coleophoridae.